# Fedor Kuz'mic Suskov
Fedor Kuz'mic Suskov (Novosoldatka, 11 marzo 1923 – 12 luglio 2006) è stato uno scultore, pittore e architetto russo.

## Biografia

### La famiglia e l'educazione giovanile
Fedor Kuz'mic Suskov in famiglia veniva affettuosamente chiamato  Fedja . Era il quarto e l'unico figlio maschio di Kuzma e Tatiana. Rimase presto orfano di padre.
Tra gli anni trenta e gli anni quaranta il padre venne deportato in Siberia e di lui non si ebbero più notizie. La sua educazione perciò venne seguita dal nonno, un uomo colto e molto religioso. Grazie a lui apprese la matematica e acquisì la conoscenza della storia.
A quei tempi era una rarità trovare persone colte e istruite all'interno dei villaggi della regione russa di Voronež, dove la maggior parte della popolazione era dedita prevalentemente all'agricoltura e all'industria metalmeccanica, chimica e petrolchimica.
Fedor, in un contesto in cui l'alfabetizzazione era ancora molto bassa, ebbe il privilegio di poter accedere a una biblioteca ricca di volumi, scritti non solo in russo, ma anche in latino, in greco e in arabo. La circolazione culturale all'interno della famiglia lo rese curioso e stimolò il suo interesse per lo studio.
A diciotto anni conseguì il diploma di Maturità Superiore, ma proprio il giorno successivo al Ballo del Diploma l'Unione Sovietica iniziò la guerra contro la Germania nazista di Hitler.

### L'esperienza della guerra
La Germania e i suoi alleati invasero l'Unione Sovietica il 22 giugno 1941. Fedor divenne soldato dell'Armata Rossa. All'interno delle Forze Armate dell'Unione Sovietica rivestì vari incarichi e visse l'esperienza della guerra nella sua totalità.
Durante le sue prime battaglie venne ferito, ciò gli costò un ricovero in ospedale e l'abbandono momentaneo del campo. In seguito entrò a far parte della Scuola Ufficiali per poi tornare nuovamente al fronte, con il ruolo di sostituto comandante della Compagnia di Mortaio.
Dopo cinque mesi gli conferirono il titolo di ufficiale. Ciò gli permise di partecipare al corso per Comandanti di Compagnia, al termine del quale fu nominato vice comandante degli ufficiali del Battaglione della Morte della Divisione Panfilovskij, l'ottava divisione della Guardia Russa. 470 gli uomini sotto il suo comando. Essi avevano l'obiettivo di attaccare per primi le trincee nemiche delle truppe naziste. In una di queste imprese Suskov fu seriamente colpito. Temette di morire. In seguito all'incidente perse i sensi e, nello stato di semicoscienza, pronunciò questa frase: 
Parole che non dimenticò mai e che accompagnarono, con la loro forza ascetica e spirituale, tutta la sua esperienza di vita privata e artistica.

### Il matrimonio e gli studi d'arte
Maria Aleksandrovna Kulakova, studentessa iscritta alla Facoltà di Medicina, nel 1946 divenne la moglie di Fedor. Dalla loro unione nacquero Alla, nel 1947, e Tatiana, nel 1956.
Nel 1949, anno in cui la consorte si laureò, Suskov si iscrisse all'Istituto d'Arte di Chat'kov, oggi città dell'Ucraina. Proprio in quegli anni le autorità sovietiche assegnarono il Reparto di Scultura alla città di Voronež.
Nel 1949 Fedor Kuz'mic Suskov iniziò la sua attività di scultore di arte monumentale-decorativa. Realizzò l'edificio del circo della città di Rostov, sul fiume Don, e il Monumento alla Gloria nella città natale di Voronež. Negli anni settanta la sua attività di architetto e scultore raggiunse l'apice. Suskov effettuò più di cinquanta monumenti.

## Fonti
- Сушков Федор Кузьмич // Воронежская энциклопедия : в 2 т. / Гл. ред. М. Д. Карпачёв. — Воронеж : Центр духовного возрождения Чернозёмного края, 2008. — Т. 2 : Н — Я. — С. 249-250.

| Controllo di autorità | VIAF (EN) 229388830 · ISNI (EN) 0000 0003 6505 8011 · GND (DE) 1018798242 |